# Daito Manabe
Pour les articles homonymes, voir Manabe.
Daito Manabe (真鍋 大度, Manabe Daito) est un artiste, compositeur, designer, programmeur, DJ et VJ japonais né en 1976,,. Il vit et travaille à Tokyo au Japon.

## Parcours
Après un bachelor à l’Université des sciences de Tokyo au sein du département de mathématiques obtenu en 2000, Daito Manabe rejoint le Collège doctoral d'arts et sciences des médias (IAMAS) en Media Art de 2002 à 2004. Il fonde la société Rhizomatiks en 2006 à Tokyo. Il collabore depuis 2015 avec Motoi Ishibashi au sein de Rhizomatiks Research sur des projets de R&D de grande échelle dans les domaines entre autres de la création hardware, de l’analyse de données, de l’analyse d’image, du tracking, de la relation entre le corps et la technologie, du machine learning et de l’intelligence artificielle. C’est également avec Motoi Ishibashi qu’il co-fonde le hackerspace “4nchor5 La6” en mars 2008, rejoint par Kanta Horio et Tomoaki Yanagisawa, dont l’idée est de rassembler artistes et designers au sein d’un même lieu de recherche et de production afin de créer ensemble de nouvelles idées.
Daito Manabe s’est notamment fait connaître auprès du grand public en 2009 avec sa série de vidéos “Electric Stimulus to Face Tests”, projet expérimental de body hacking dans lequel il s’attachait des électrodes au visage qui déformant ses muscles au rythme des stimuli synchronisés avec la musique.
Il est depuis régulièrement invité au sein de festivals transmedia à travers le monde, tels que le Festival international de la créativité – Lions Cannes en France (2010), le Eyeo Festival à Minneapolis (2013), le OFFF (2013) et le Mutek (2014) à Mexico, FITC à Tokyo (2011, 2013 et 2015), Toronto (2013) et Amsterdam (2014), Sónar à Barcelone (2014), la transmediale à Berlin (2011), EXIT à Paris (2012), ou encore le Festival Scopitone de Nantes (2013 et 2015),,.

## Récompenses
Liste non exhaustive
- Prix d’Excellence, Japan Media Arts Festival, catégorie Art, 2011 et 2014[9]
- Prix d’Excellence, Japan Media Arts Festival, catégorie Entertainment, 2009[9]
- Grand Prix, Japan Media Arts Festival, catégorie Entertainment, 2011 et 2012[9]
- Prix de Distinction, Prix Ars Electronica, catégorie Interactive, 2011[10]
- Grand Prix du Festival international de la créativité – Lions Cannes, catégorie Titanium & Integrated, 2014